# Кемка (приток Луги)
Кемка (в верхнем течении — Чертеновский) — река в России, протекает по Лужскому району Ленинградской области. Устье реки находится в 168 км по правому берегу Луги у деревни Кемка, исток — севернее деревни Липово. Длина реки — 29 км, площадь водосборного бассейна — 190 км².

## Данные водного реестра
По данным государственного водного реестра России относится к Балтийскому бассейновому округу, водохозяйственный участок реки — Луга от в/п Толмачево до устья.
Код объекта в государственном водном реестре — 01030000612102000026121.

### Притоки (км от устья)
- 11 км: ручей Доманов (лв)
- 18 км: ручей Барский (лв)